# کلویز
کِلِویز (به مجاری:  Kelevíz) یک منطقهٔ مسکونی در مجارستان است که در ناحیه مارتسالی واقع شده‌است. کلویز ۴٫۹۱ کیلومتر مربع مساحت و ۳۱۸ نفر جمعیت دارد.